# Liste der Fluggesellschaften in Irland
Diese Liste listet irische Fluggesellschaften.
| Name                          | Bild | IATA-Code | ICAO-Code | Rufzeichen   | Heimatflughafen | Basen                                                       | Passagierzahlen  | Umsatz                 |
| ----------------------------- | ---- | --------- | --------- | ------------ | --------------- | ----------------------------------------------------------- | ---------------- | ---------------------- |
| Aer Arann Islands             |      | RE        | REA       |              | Connemara       |                                                             |                  |                        |
| Aer Lingus                    |      | EI        | EIN       | SHAMROCK     | Dublin          | Belfast, Cork, Dublin, London-Heathrow                      | 10,1 Mio. (2015) | 1,7 Milliarden (2015)  |
| ASL Airlines Ireland          |      | AG        | ABR       | CONTRACT     | Dublin          | Glasgow, London, Paris                                      |                  |                        |
| Cityjet                       |      | WX        | BCY       | CITY-IRELAND | Dublin          |                                                             |                  |                        |
| Emerald Airlines              |      | EA        | EAI       | GEMSTONE     | Dublin          |                                                             |                  |                        |
| Hibernian Airlines            |      | HG        | HBN       |              | Dublin          |                                                             |                  |                        |
| Norwegian Air International   |      | D8        | IBK       | NORTRANS     | Dublin          |                                                             |                  |                        |
| Ryanair                       |      | FR        | RYR       | RYANAIR      | Dublin          | London-Stansted, Dublin, Bergamo, Brüssel-Charleroi, Girona | 129 Mio. (2017)  | 6,53 Milliarden (2016) |
| Scandinavian Airlines Ireland |      |           | SZS       | SPINNAKER    |                 | London-Heathrow, Málaga                                     |                  |                        |